# 동방신령묘 ~ Ten Desires
《동방신령묘 ~ Ten Desires》(일본어: 東方神霊廟 〜 Ten Desires. 도호신레이뵤[*])은 동방 프로젝트의 열세번째 시리즈 게임이다.

## 시스템
성능이 서로 다른 〈하쿠레이 레이무〉, 〈키리사메 마리사〉, 〈코치야 사나에〉, 〈콘파쿠 요우무〉의 4종류의 캐릭터 중 하나를 선택한다. 본작에서는 자기 선택 후 무기 선택이 없기 때문에, 본작에서의 무기 타입은 4종류밖에 없다. 적과 닿거나, 적의 탄에 맞으면 미스가 되어 잔기가 줄어들고, 그 자리에서 부활한다. 모든 잔기를 잃으면 게임 오버가 되며, 컨티뉴를 하면 그 자리에서 부활한다. 재도전을 하지 않고 6면(최종면)의 보스를 쓰러뜨리면 엔딩이 나온다. 난이도 Normal 이상으로 재도전 없이 모든 스테이지를 클리어하면, 단 한 면의 Extra 스테이지가 추가된다.
본작에서는 〈샷〉, 〈폭탄〉, 〈저속〉등의 동방 시리즈 공통 버튼 외에 본작 고유의 시스템 버튼으로 〈영계 트랜스〉버튼이 있다. 그것에 관련하고, 본작에는 〈소신령〉이라는 아이템이 있다. 〈TRANCE(영계 트랜스)〉와 〈소신령〉에 대해서는 후술한다.

### 영계 트랜스와 소신령
본작에는 〈소신령〉이라는 아이템이 있다. 총 네 종류로, 파란색과 하얀색 신령은 적을 효율적으로 처치하면 발생하며, 초록색과 보라색 신령은 특정한 적을 쓰러뜨리면 발생한다. 잔기와 폭탄을 늘리거나 높은 점수를 얻으려면, 그에 따라 소신령을 효율적으로 모아야 한다.
- 청신령 - 파란색. 득점 아이템이나 백신령을 얻었을 때의 최대 점수를 높여 준다.
- 백신령 - 하얀색. 최대 점수를 얻는다.
- 녹신령 - 초록색. 취득함으로써 〈스펠 카드의 조각〉이 늘면서 상당수 얻으면 봄이 늘어난다. 『성련선』의 〈스펠 카드의 조각〉과 비슷한 효과.
- 자신령 - 보라색. 취득함으로써 〈잔기의 조각〉이 늘면서 상당수 얻으면 익스텐드한다. 『성련선』의 〈잔기의 조각〉과 비슷한 효과.

소신령은 일반 아이템과 달리, 상단에서 회수할 수 없고, 직접 회수해야만 한다. 소신령은 시간의 경과와 함께 작아지고 어느 정도 시간이 지나면 사라진다. 크기의 대소에 효과가 달라지는 것은 없고, 사라진 소신령은 수집할 수 없다.
종류를 불문하고 소신령을 모으는 것으로, 화면 하단에 표시되며 〈영계 게이지〉가 조금씩 축적된다. 영계 게이지는 최대 3개 표시되고 이것이 1개 이상 있을 때 실수를 하면 당장 잔기가 줄지 않고 〈영계 트랜스〉상태가 된다. 이 때 게이지의 양에 따라서 일정 시간 무적으로 되어 내 캐릭터의 종류에 따라서는 공격력 상승 등의 혜택이 있다. 영계 트랜스 상태에서 소신령을 얻어도 영계 게이지는 늘지 않고 게이지는 항상 일정 속도로 감소한다. 게이지가 0이 되어 무적 시간이 종료하면 미스로 취급되고 미스의 효과가 발생하는 동시에 잔기가 1개 줄어든다. 영계 게이지가 최대(3개)의 경우만 〈TRANCE〉 버튼을 누름으로써 플레이어의 의사로 영계 트랜스를 발동할 수 있다. 이 경우는 무적 시간이 종료해도 미스가 안 된다.
영계 트랜스 상태에서 소신령을 수집할 때의 효과가 늘어난다. 녹신령과 자신령의 경우 취득 시에 통상은 〈조각〉이 1개 늘어날 것이 영계 트랜스 때에는 2개 늘어난다.
시스템 상의 설명은 이상과 같지만, 작중의 현상으로서의 영계는 매뉴얼에는 〈인간이 죽기 직전에 보는 환각의 세계〉로 표기되고 있다.

### 패러렐 엔딩
본작에서는 최종면 클리어 시 특정 조건을 통해 비정상적인 엔딩 〈패러렐 엔딩〉이 나타난다. 숨겨진 요소이지만, Extra 모드 클리어 시 출현 조건이 표시된다.

### 스펠 프랙티스 모드
스펠 카드 전용 연습 모드. 게임 본편에서 한 번이라도 본 적이 있는 스펠 카드를 선택할 수 있으며, 잔기와 폭탄이 모두 0인 상태에서 시작한다. 일부 스펠 카드는 특정 조건을 만족시키면 〈오버드라이브 모드〉가 추가된다.

## 줄거리
어느 봄날, 환상향 곳곳에서 정체불명의 영혼들이 솟아 사라지는 현상이 일어나기 시작했다. 환상향의 이변을 언제나 해결하는 하쿠레이 레이무 일행은 명계의 관리를 맡는 사이교우지 유유코에게 이 문제에 관해 물어 “이 영혼은 〈신령〉이라고 불리는 것으로, 사람의 욕심이 구현화된 것이다.”는 이야기를 듣게 되었다. 또한, 최근에 환상향에 새로 생긴 절(명련사)의 방향이 이상했다.
레이무 일행이 명련사를 지나 사원의 묘지에 나타난 수수께끼의 동굴을 빠져나오면 거기에 부활한 고대 호족과 성인이 있었다. 레이무 일행은 특별한 이유 없어 그 호족과 성인을 퇴치했다.
신령은, 부활한 성인인 토요사토미미노 미코에게 욕망을 채워주려고 그녀의 곁으로 모여 있었던 것이다. 미코가 환상향 지상에 모습을 드러내자, 신령이 나오는 것은 없어졌다. 마법사인 키리사메 마리사는 신령이 미코에게 흡수된 것이라고 추정하고 있다.

## 주인공 소개

### 하쿠레이 레이무
하쿠레이 신사의 무녀. 정체불명의 영이 신경이 쓰여, 아름다운 벚꽃이 만발하고 있음에도 불구하고 연회를 행하는 기분이 나지 않았다. 영의 이변은 명계의 자의 소행이 틀림 없다고 생각한 레이무는 조사를 시작했다. 미코에게 "요괴 승 (히지리 뱌쿠렌)의 동료" 로 의심됐지만 레이무는 즉각 "(종교적인 의미에서) 장사 라이벌" 이라고 반박했다.

### 키리사메 마리사
마법의 소녀. 레이무와 같은 이유로 개별적으로 조사에 나섰다.

### 코치야 사나에
모리야 신사의 무녀로, 현인신의 소녀이다. 정체불명의 영혼이 보통 유령은 아니고 〈신령〉임을 깨달은 사나에는 신령을 모으는 것은 인간의 신앙을 모으는 것과 같다고 판단하고 이는 신사 신앙을 늘리는 데 쓸 수 있을 것 같아 먼저 신령이 늘어난 원인을 조사하러 나가기로 했다.

### 콘파쿠 요우무
명계의 정원사로 검사인 소녀. 사이교우지 유유코를 모시고 있다. 명계에도 나타난 신령에 당황하고, 정원사 일을 중단하고 조사에 떠나기로 했다.

## 기타 등장인물

### 신규 등장인물

#### 카소다니 쿄코
〈메아리는 음파가 울렸을 뿐〉 이라는 〈미신〉 에 세상을 비관하다 묘렌사에 불문에 건너간 메아리의 요괴. 목소리가 크다. 〈소리를 반사시키는 정도의 능력〉을 갖는다. 이 능력은 작중에서는 탄막을 반사하는 필드를 자신의 주변으로 전개함으로써 표현되고 있다. 『구문구수』에서는 미스티아 로렐라이과 둘이서 〈조수기악〉이라는 이름의 음악 그룹을 결성한 것으로 밝혀지고 있다. 뱌쿠렌조차도 쿄코의 음악 활동은 전혀 이해할 수 없었던 것으로 알려졌다.

#### 미야코 요시카
곽청아에 의해서, 영묘를 지키는 강시로 부활된 소녀. 강시이지만 중국인의 시체가 아니라 고대 일본인의 시체가 살아난 것이다. 작중에서는 종종 좀비라고 자칭하고 있다. 이상한 힘과 통증을 느끼지 않는 육체를 갖는다. 그 몸은 매우 질기고 관절이 구부러지지 않아서 제대로 걷지 못하고, 청아에게서 유연 체조를 권하고 있다. 사고 회로는 전 시대의 컴퓨터 수준. 『신령묘』 부속의 "캐릭터 설정 및 엑스트라 스토리.txt"에 「傷つくと霊を喰らい体力を増幅する」ともあるように、작중에서는 신령을 흡수하고 체력을 회복시킨다는 능력을 갖추고 있어 제한시간 내에 격파하기가 어렵게 시간초과가 되기 쉽다. 『신령묘』에서는 3면에서 한번 쓰러뜨리는데 4면에 재등장하고 4면 보스전에서는 청아와 함께 레이무 일행을 공격한다. 4면 보스전의 위치는 청아의 공격 옵션이다. 샷을 대고 방향을 쓰러뜨리는 것은 가능하지만 청아에 의해 소생되어 청아를 쓰러뜨리지 않는 한 공격을 반복한다.

#### 곽청아, 별명: 청아 냥냥
영원한 생명을 구하려는 사선. 미야코 요시카를 강시로 활력, 토요사토미미노 미코에게 도교를 가르친 장본인이기도 하다. 1000년 전에 은둔자를 갈망하고 수행을 쌓지만 목적을 위해서라면 수단을 가리지 않는 모습이 하늘에 인정되지 않고 사선으로 된 모양. 자신의 힘을 과시하는 것이 취미가 되고, 청아의 조국에서는 자신 정도의 선인이나 도사는 얼마든지 존재하고 있어 선인이 없는 나라를 목표로 동쪽 끝에 있는 나라 (= 일본)에 왔다. 도라에몽의 통과 훌라후프처럼 벽을 통과하는 능력을 갖고 있지만, 《신령묘》에서는 일부 엔딩에서 나타날 뿐이다. 『자가선』에서는 이 능력을 이용해서 추적자에서 회피한 묘사가 있다.

#### 소가노 토지코
고대 일본의 호족인 소가의 망령. 모노노베 가문에서 시해선의 모노노베노 후토와 함께 토요사토미미노 미코를 섬긴다. 불교를 신앙한 소가 씨의 사람이지만 현재는 불교를 싫어한다. 일찌기 소가 씨와 종교 전쟁을 벌인 모노노베 가문의 사람이며 후토와 상부상조의 관계에 있는 두 개인적인 사이는 나쁘지 않다. 그러나 과거의 인연으로 후토는 토지코가 선인으로 부활하는 것을 거부하여 육체 없는 망령이 되었다. 다만 토지코 본인은 다치기 쉬운 인간의 몸보다 영체가 편리하다고 판단했으며 망령임을 특별히 신경쓰지 않았다.
『신령묘』 6면 보스전의 미코의 스펠카드 「호족난무」 에서도 등장한다.

#### 모노노베노 후토
고대 일본의 호족인 모노노베의 시해선. 다만 『신령묘』 부속의 「캐릭터 설정과 엑스트라 스토리.txt」 에서는 종족은 "인간?(시해선을 자칭하는 도사)"으로 알려졌다. 소가 씨에서 망령의 소가노 토지코와 함께 토요사토미미노 미코를 섬긴다. 신도의 신을 시조로 하는 모노노베 가문의 사람이지만 도교에 매력을 느끼고 뒤에서 신앙했다. 神子에서 겉은 불교를 숭상하고 국내를 안정시키고 그는 자신들은 시해선으로 부활하자는 제안을 받고 소가 씨 편이 되고 불교를 신앙했고 모노노베 · 소가의 종교 전쟁을 일으키는 뒤에서 조종했다. 나중에 시해선이 되기 때문에 오래 잠들었고 『신령묘』 작중에 등장했을 때는 부활한 직후였다. 소가 씨 일족을 멸망한 일에 대한 원한이 있는 듯, 똑같이 시해선이 된다고 밝혔다. 토지코의 부활을 방해했다.
『신령묘』 6면 보스전의 미코의 스펠카드 「호족난무」 에서도 등장한다.

#### 토요사토미미노 미코
현대에 되살아난 성인. 「모르는 사람이 없는 역사상의 위인이 모티브」 에서, 작중에서 명언은 되지 않았으나, 쇼토쿠 태자의 허구설에 강한 관련한 설정을 갖고 있다. 1000년 이상 옛날, 「피치 못할 생」 에 그녀는 천재적 두뇌에서 다양한 안건이나 정책을 실행했다. 이윽고 죽어야 할 운명에 있는 인간의 본연의게 불만을 갖게 되고, 불로불사를 요구하며 곽청아의 권유로 시해선을 목표로 한다. 시해선이 되기 위해서 도교를 궁구하는 과정에서 초인적 능력을 발휘하고 다양한 일화를 남겼다고 한다. 스스로는 도교를 믿어도 국정으로 일반 민중에는 불교를 포교하고 신도 세력을 멸하고 있다. 시해선이 되기 위해서 잠이 들면서 무당의 계획에서는, 나라가 불교에 한계를 느끼고 사람들이 성인을 요구했을 때에 부활할 생각이었다. 그러나 그 기대는 빗나가고 불교는 천 년 이상 나라를 지배하며 오랫동안 부활의 기회를 잡지 못했다. 현대가 되는 초인적인 무당의 위업이 거짓으로 여겨지게 된 것이 계기가 마침내 부활의 기회를 얻는다. 자신의 영묘가 환상향의 지하로 옮겨져(이는 당시 환상향에 불교 사찰이 없었던 일이 한 원인이다)언제라도 부활할 수 있을 것이었지만, 히지리 뱌쿠렌이 영묘 위에 절을 지고 봉인하겠다고 해서 부활이 늦어졌다. 레이무와의 대전으로부터 며칠 후에, 거점이 명련사 지하에 위치하고는 불편이 있다며 선계로 불리는 장소를 만들어 거기에 거점을 옮겼다. 「열 명의 이야기를 동시에 들을 수 있는 정도의 능력」 을 갖는다. 이 능력의 영향으로 환상향 중의 「욕망」이 혼의 형식을 취하고 神子의 곳에 모여들기 시작한 것이, 『신령묘』에서 발생한 사건이다.

#### 후타츠이와 마미조
바케타누키 요괴로, 호쥬 누에의 친구이다. 「사도의 후타츠이와」 라고 자칭하고 있다. 성인 토요사토미미노 미코의 부활에 환상향의 요괴의 위기를 느낀 누에의 환상향의 요괴를 더하기 위한 비장의 카드로 환상들이해 왔다。호쥬 누에의 거처인 명련사에 도착하다 명련사로 돌아온 하쿠레이 레이무 일행과 만난다. 레이무 일행의 이야기와 호쥬 누에에게 들은 이야기의 차이에 고개를 갸우뚱거리면서 성인을 부활시키는 요괴 퇴치를 하고 있다고 칭하는 레이무 일행에게 탄막 승부를 도전한다. 인간과 요괴의 혼혈인 절반 요괴인 콘파쿠 요우무에 대해서는 "일류의 요괴에 개발하기 위한 연습" 이라고 칭한다. 그 후에는 명련사에 살게 됐다.
사도로부터 온 요괴이다, 사도에서는 인간 사회에 녹아 살았다.
「현혹시키는 정도의 능력」 을 갖고 있으며 이 능력은 『신령묘』에서는 자신이 내뿜는 탄막을 변화시키는 기술이고 『심기루』 에서는 상대를 동물의 모습으로 바꾸고 무력화하는 공격을 실시하는 것으로 표현된다.
『영나암』에서는 자신을 그대로 인간으로 한 듯한 모습으로 변하거나, 모닥불로 변하는 묘사가 있다.

### 기존 등장인물
아래 4명은 본 게임에서 등장하는 주인공 이외의 인물들이다.

#### 사이교우지 유유코
명계의 저택 〈백옥루〉의 여주인. 본작에서는 명계를 방문한 레이무 일행에게 목적지의 힌트를 준다. 롤 플레잉 게임 등의 "서민 A" 같은 역할을 한다.

#### 타타라 코가사
잊혀진 우산 요괴. 마을에 있는 요괴 절 〈명련사〉의 묘지로 성묘를 찾은 인간을 놀래키고 있다.
수수께끼의 요괴 (미야코 요시카)가 묘지에 나타나고 이 요괴에게 몇 번 스펠 카드 전을 펼치고도 타임 오버가 되는 이길 수 없다는 것에서 신령의 조사 도중에 묘지를 찾은 사나에 일행에게 협력을 얻자 나타났다. 그러나 반대로 싸움을 걸고 별로 상대하지 않은 채 격추됐다. 면식이 없는 요우무에 대해서는 실력을 확인하기 위해서 승부를 도전하지만, 역시 격추당했다.

#### 히지리 뱌쿠렌
《성련선》 에서 명련사를 건립한 승려. 본작에서는 이름만 등장.
『신령묘』 부속의 「캐릭터 설정과 엑스트라 스토리.txt」 에서는 사나에가 명련사를 건립한 곳은 처음부터 미코 일행이 봉인된 영묘 위를 고른 것 같다고 레이무에게 말했다. 이 말을 들은 레이무는 요괴의 적인 성인의 미코나 불교파의 모노노베 가문의 사람인 후토가 부활하는 것을 원치 않아서 영묘의 바로 위에 절을 건립하고 봉인을 시도한 것이라고 추측하고 있다.

#### 호쥬 누에
명련사에 사는 요괴인 누에. 미코에 맞서 〈요괴의 비장의 카드〉로서 옛 친구 바케타누키 · 후타츠이와 마미조를 불러들였다. 본인은 『성련선』의 한건에서 히지리 뱌쿠렌에 대한 보은의 것이며 마미조を呼んだことは뱌쿠렌には事前に話していなかった。

## 진행
| 스테이지 | 제목                                                          | 장소              | 중보스              | 보스                |
| -------- | ------------------------------------------------------------- | ----------------- | ------------------- | ------------------- |
| 1        | 죽어서조차도 즐겁게 死してなお 愉しく                         | 밤 벚꽃의 명계    | 무명의 신령         | 사이교우지 유유코   |
| 2        | 문전의 요괴, 배우지 않은 경전을 읽다 門前の妖怪習わぬ経を読む | 명련사 참배길     | 카소다니 쿄코       | 카소다니 쿄코       |
| 3        | 직선의 낙원 直線の楽園                                        | 명련사 묘지       | 타타라 코가사       | 미야코 요시카       |
| 4        | 빨라지는 기욕 加速する嗜欲                                    | 몽전대사묘의 동굴 | 카쿠 세이가(곽청아) | 카쿠 세이가(곽청아) |
| 5        | 은연한 자의 피 隠然たるモノの血                               | 몽전대사묘        | 소가노 토지코       | 모노노베노 후토     |
| 6        | 화합을 귀하게 여기다 和を以って貴しとなす                     | 신령묘            | (없음)              | 토요사토미미노 미코 |
| Extra    | 반역의 봉화를 올려라! 反逆ののしろを上げろ！                  | 명련사            | 호쥬 누에           | 후타츠이와 마미조   |

## 수록곡
1. 욕심 많은 영혼 (欲深きの霊魂) - 타이틀
2. 사령의 밤 벚꽃 (死霊の夜桜) - 1면 필드
3. 고스트 리드 (Ghost Lead)(ゴーストリード) - 1면 보스전
4. 요괴의 절에 어서오세요 (妖怪寺にようこそ) - 2면 필드
5. 문전의 요괴 소녀 (門前の妖怪小娘) - 2면 보스전
6. 멋진 묘지에서 살아봅시다 (素敵な墓場に暮らしましょ) - 3면 필드
7. 리지드 파라다이스 (Rigid Paradise)(リジッドパラダイス) - 3면 보스전
8. 디자이어 드라이브 (Desire Drive)(デザイアドライブ) - 4면 필드
9. 낡은 위안센 (古きのユアンセン) - 4면 보스전
10. 몽전대사묘 (夢殿大祀廟) - 5면 필드
11. 오오미와 신화전 (大神神話伝) - 5면 보스전
12. 작은 욕망의 밤하늘 (小さな欲望の星空) - 6면 필드
13. 성덕전설 ~ True Administrator (聖徳伝説 〜 True Administrator) - 6면 보스전
14. 요괴 뒷 참배길 (妖怪裏参道) - EX면 필드
15. 사도의 후타츠이와 (佐渡の二ッ岩) - EX면 보스전
16. 신사의 새로운 바람 (神社の新しい風) - 엔딩
17. 디자이어 드림 (Desire Dream)(デザイアドリーム) - 스탭롤